# Петропавловка (Хабаровский край)
Петропа́вловка — село Хабаровского района Хабаровского края Российской Федерации. Административный центр и единственный населённый пункт сельского поселения «Село Петропавловка».
Население по данным 2011 года — 125 человек.

## География

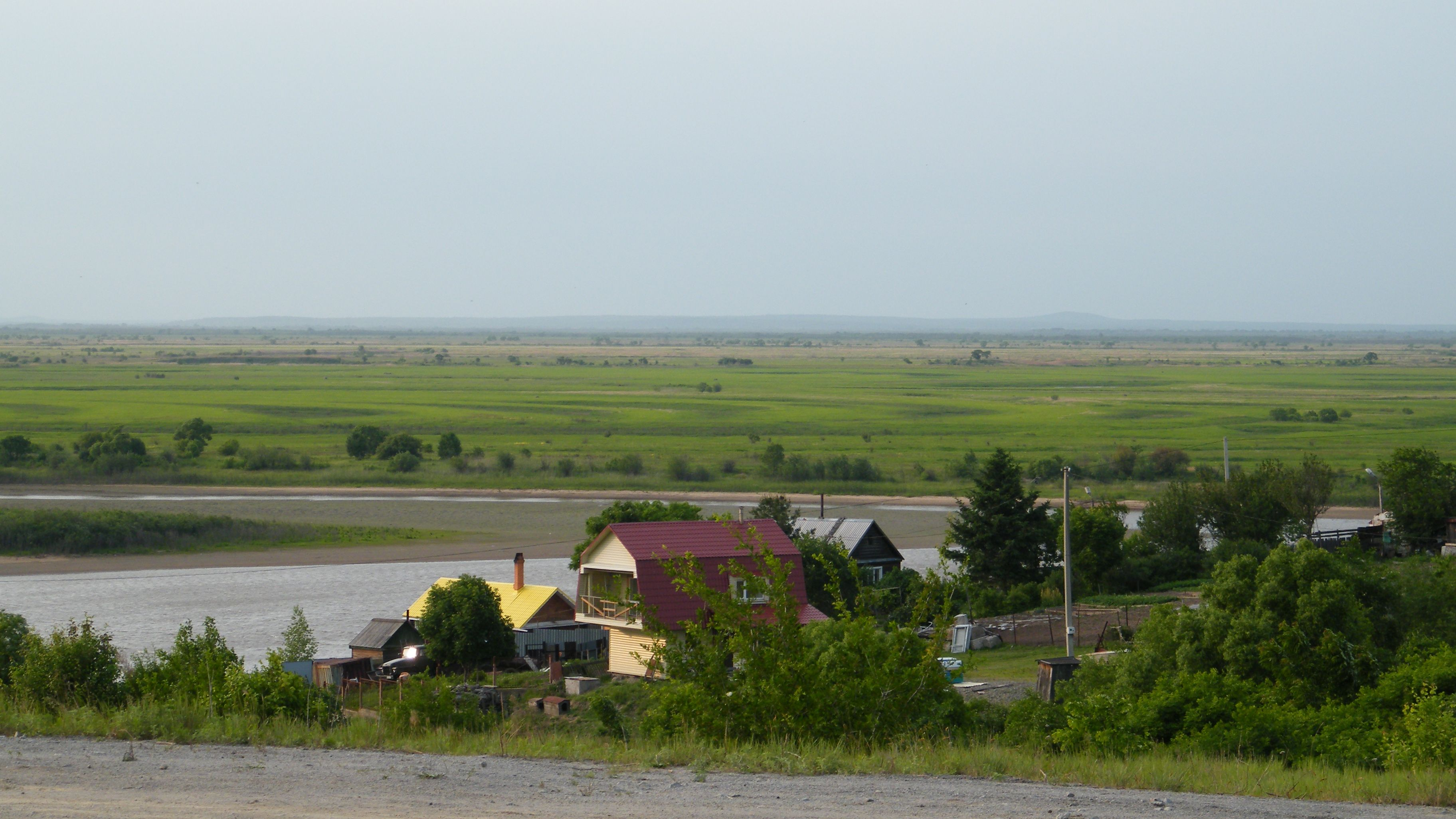
Долина Амура у села Петропавловка.
Внизу — протока Петропавловская

Село Петропавловка стоит на восточном берегу Петропавловского озера и Петропавловской протоки, соединяющей озеро с Амуром.
Дорога к селу Петропавловка идёт на северо-запад от села Анастасьевка, расстояние около 15 км.
Расстояние до Хабаровска около 60 км (по трассе Хабаровск — Комсомольск-на-Амуре).

## Население
| 1992 | 2002 | 2010 | 2011 | 2012 | 2013 | 2014 |
| ---- | ---- | ---- | ---- | ---- | ---- | ---- |
| 145  | ↘104 | ↗125 | →125 | ↘119 | ↘112 | ↗116 |
| 2015 | 2016 | 2017 | 2018 | 2019 | 2020 | 2021 |
| ↗122 | ↗127 | ↗143 | ↗146 | ↗162 | ↗166 | ↗242 |

## История

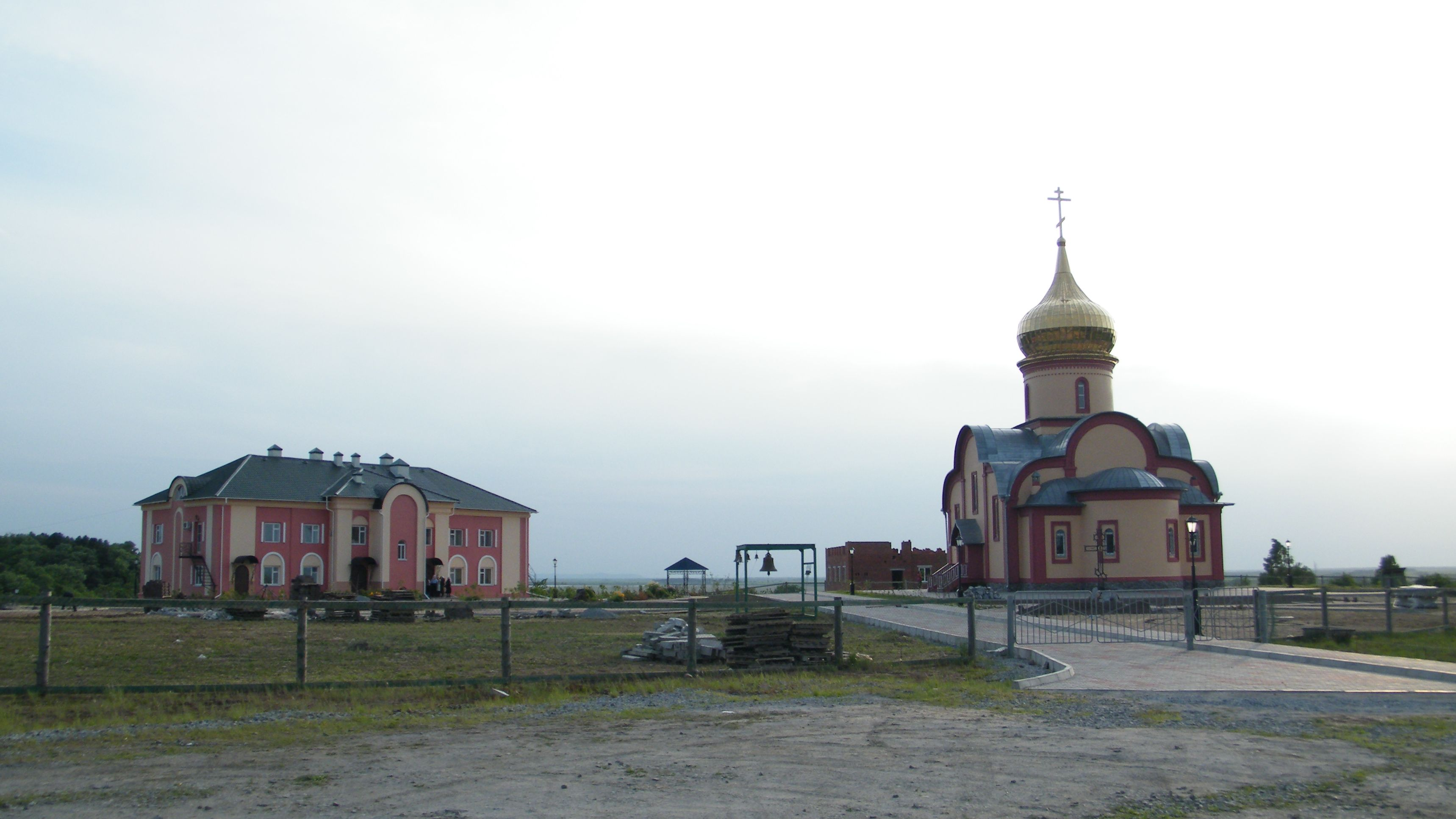
Петропавловский монастырь

Село основано в 1907 году в составе Николо-Александровской волости. В 2003 году в селе открыт Петропавловский монастырь.